# هارتلي (وحدة)
هارتلي (الرمز هارت)، وتسمى أيضا «بان»، أو «ديت» (اختصار للرقم العشري بالإنجليزية)، هي وحدة لوغاريتمية تقيس المعلومات أو الإنتروبيا، استناداً إلى لوغاريتم الأساس 10 وقوى 10. واحد هارتلي هو محتوى المعلومات لحدث إذا كان احتمال وقوع ذلك الحدث 1⁄10 . وبالتالي فهو يساوي المعلومات المتضمنة في رقم عشري واحد (أو «ديت»)، بافتراض وجود احتمال متساو مسبق لكل قيمة ممكنة. وقد سميت على اسم رالف هارتلي.
إذا استخدم لوغاريتم الأساس 2 وقوى 2 بدلاً من ذلك، فإن وحدة المعلومات تكون الشانون أو البت، وهو محتوى المعلومات لحدث ما إذا كان احتمال وقوع هذا الحدث هو 1⁄2 يُعرف اللوغاريتم الطبيعي وقوى e ال «نات».
يناظر «بان» واحد ln (10) نات = log 2 (10) شانون، أو تقريباً 2.303 نات، أو 3.322 بت (3.322 شانون). الديسيبان هو عُشر البان (أو حوالي 0.332 شانون)؛ أُشتق الاسم من ال«بان» بواسطة البادئة الدولية ديسي- .
على الرغم من عدم وجود وحدة دولية مرتبطة بها، إلا أن إنتروبيا المعلومات هي جزء من النظام الدولي للكميات، المعرف بواسطة المعيار الدولي IEC 80000-13 للجنة الكهروتقنية الدولية.

## تاريخ
تم تسمية مصطلح هارتلي على اسم رالف هارتلي، الذي اقترح في عام 1928 قياس المعلومات باستخدام اساس لوغاريتمي يساوي عدد الحالات التي يمكن تمييزها في تمثيلها، والتي ستكون الأساس 10 لرقم عشري.
.
تم اختراع ال«بان» و الديسيبان من قبل آلان تورينج مع إيرفينغ جون "جاك" جود في عام 1940، لقياس كمية المعلومات التي يمكن استنتاجها بواسطة مفكك الشفرات في بلتشلي بارك باستخدام طريقة بانبوريزموس، من أجل التحديد اليومي للإعدادات غير المعروفة لآلة تشفير البحرية الألمانية إنجما. الاسم مستوحى من العدد الهائل للأوراق المطبوعة في مدينة بانبري على بعد حوالي 30 ميلاً، والتي تم استخدامها في هذه العملية.

جادل إرفين جون غود بأن التجميع المتسلسل للديسيبان لبناء مقياس لوزن الدليل لصالح فرضية ما، هو في الأساس استدلال بايزي. ومع ذلك، جادل دونالد أ. جيليس بأن ال«بان» هو في الواقع نفس مقياس كارل بوبر لشدة الاختبار.
.

## الاستخدام كوحدة للأرجحية
الديسيبان هي وحدة مفيدة بالتحديد في الأرجحية اللوغاريتمية، ولا سيما كمقياس للمعلومات في عوامل بايز، ونسب الأرجحية (نسبة الاحتمالات، بحيث أن اللوغاريتم هو الفرق في الأرجحية اللوغاريتمية)، أو أوزان الأدلة. 10 ديسيبان تقابل أرجحية 10: 1 ؛ 20 ديسيبان إلى أرجحية 100: 1، إلخ. ووفقاً لـ إرفين جون غود، فإن التغيير في وزن دليل 1 ديسيبان (أي تغيير في الأرجحية لحدث ما بما يساوي 5: 4) يكون بنفس الدقة التي يمكن توقعها بصورة معقولة من البشر لتقدير درجة اعتقادهم بفرضية ما.
.
غالباً ما يمكن تقريب الارجحيات المقابلة للديسيبان الصحيح بنسب صحيحة بسيطة؛ وهي مرتبة أدناه. قيمة لأقرب منزلتين عشريتين، تقريب بسيط (في حدود حوالي 5٪)، مع تقريب أكثر دقة (بحدود 1٪) إذا كانت نسبة الواحد البسيط غير دقيقة:
| ديسيبان | القيمة </br> بالضبط | القيمة </br>تقريبا | النسبة </br> تقريبا | النسبة </br> الدقيقة | الاحتمالية |
| ------- | ------------------- | ------------------ | ------------------- | -------------------- | ---------- |
| 0       | 10 0/10             | 1                  | 1: 1                |                      | 50٪        |
| 1       | 10 1/10             | 1.26               | 5: 4                |                      | 56٪        |
| 2       | 10 2/10             | 1.58               | 3: 2                | 8: 5                 | 61٪        |
| 3       | 10 3/10             | 2.00               | 2: 1                |                      | 67٪        |
| 4       | 10 4/10             | 2.51               | 5: 2                |                      | 71.5٪      |
| 5       | 10 5/10             | 3.16               | 3: 1                | 19: 6، 16: 5         | 76٪        |
| 6       | 10 6/10             | 3.98               | 4: 1                |                      | 80٪        |
| 7       | 10 7/10             | 5.01               | 5: 1                |                      | 83٪        |
| 8       | 10 8/10             | 6.31               | 6: 1                | 19: 3، 25: 4         | 86٪        |
| 9       | 10 9/10             | 7.94               | 8: 1                |                      | 89٪        |
| 10      | 10 10/10            | 10                 | 10: 1               |                      | 91٪        |